# معبد بنات عاد
معبد بنات عاد هي تسمية شعبية لمعبد الإله أرَنْــيَدَع، الواقع في أراضي نشان (حاليا: السوداء) في جوف جنوب الجزيرة العربية (حاليا: اليمن).، ويتميز المعبد بنمط زخرفي مميز، أصطلح الباحثون على تسميته "نمط بنات عاد" حتى حينما يُكتشف في معابد أخرى في الجوف، ويحتوي هذا النمط مشاهد صيد ومواكب متكررة من بين عناصر حيوانية ونباتية ورسوم نساء، دفعت الأهالي لتسميتها "بنات عاد" نسبة إلى أسطورة قوم عاد العربية.

## الاكتشاف
في عام 2004م نشر الباحثان منير عربش وزميله ريمي اودوان مقالة عاجلة لما عثرا عليه من مشاهد وتصاوير بشرية للآلهة التي عُبدت في وادي مذاب وجنوب الجزيرة العربية. منحوتة على عمدان مدفونة في معبد الإله أرنيدع الذي يؤرخ ببداية القرن الثامن قبل الميلاد، وأرنيدع هو الإله الأهم في مدينة "نشان". تصوير الآلهة في اليمن القديم نادر للغاية، بل هي الحالة الوحيدة لتجسيم الآلهة بصورة بشرية صريحة في جنوب الجزيرة العربية، وقد أطلق الباحثان على هذه المشاهد اسم "scènes cultuelles" (مشاهد شعائرية). واقترحا وجود تأثيرٍ رافديني من العصر الآشوري الحديث والبابلي الحديث فيها، وأن هذه المشاهد تعرض تمثيلاً لهرمية مجمع الآلهة في مملكة نشان.

## الرمزية
يعلق مكتشفا النقوش منير عربش وريمي ادوان بالقول إن "الشجرة الموجودة على عمودي باب المعبد والتي تغطي العمود بأكمله تذكرنا بمشهد شجرة الحياة في حضارة بلاد الرافدين ... المشهد الأول ... يذكرنا بمشاهد الصُلح المعروفة في بلاد الرافدين. والمشهد الثاني ... يذكرنا أيضاً بمشاهد طقوسية معروفة في بلاد الرافدين ... والمشهد الثالث يذكرنا بتقديم البِكر للمعبد؟ والمشهد الرابع ... يذكرنا بالحياة الزراعية وبتربية المواشي وهذا الموضوع يتكرر كثيراً في بلاد الرافدين والشرق القديم... والمشاهد الأخرى كلها تنتمي إلى مجموعة الزخارف الآشورية والبابلية ... نحن امام آثار فن ميثولوجي جذورها انبثقت من بلاد الرافدين، ولكنها قولبت وحوّرت لتناسب المكان والزمان".
وبحسب أليسيو أجوستيني، فإنه من المهم أن نلاحظ أن نموذج "بنات عاد" التصويري لم يستمر في الفترات التالية، بل كشفت حفريات المعبد في السوداء أن بعض كتل الحجر التي تزينت بنفس الزخارف هذه قد أعيد استعمالها في ترميمات لاحقة داخل المعبد دون أي اعتبار للزخرفة، مما يعني أن هذا التقليد فقد جاذبيته بسرعة. لا تزال دوافع هذا التغيير مجهولة، ويطرح هذا سؤالاً عن إمكانية حدوث تغيّر فكري حساس في نهاية المرحلة العتيقة في جنوب الجزيرة العربية في حوالي القرن السابع قبل الميلاد، بشكل انعكس على التصاوير. ومع ذلك فإن لهذا التقليد قصير العمر أهمية كبرى ضمن مجموعة متنوعة من العناصر والدوافع التي تم دمجها معاً. ويمكن إرجاع التكوين العام للمشاهد المذكورة إلى التقاليد السورية-الأناضولية في القرنين التاسع والثامن قبل الميلاد وفقاً لدراسة الباحث Sass، مع إمكانية إجراء مزيد من البحث في علاقتها بفن النحت الرافديني.

## الآلهة المجسمة في المعبد
ظهرت عشرة من آلهة جنوب الجزيرة العربية مجسمة في أعمدة الإله أرنيدع، على النحو التالي:
| الآلهة الأربعة الواقفين | الآلهة الأربعة الواقفين | الآلهة الأربعة الواقفين |
| ----------------------- | ----------------------- | ----------------------- |
| اللوح الأول:            | عثتر                    | إيل                     |
| اللوح الثاني:           | ود                      | أرنيدع يثعان            |

| الآلهة الستة الجلوس | الآلهة الستة الجلوس | الآلهة الستة الجلوس |
| ------------------- | ------------------- | ------------------- |
| اللوح الثالث:       | أرنيدع              | ألمقه               |
| اللوح الرابع:       | يدعسمه              | نبعل                |
| اللوح الخامس:       | نكرح                | هور                 |